# Igale
Igale ist ein Verwaltungsbezirk (Ward) des Distrikts Mbeya in der gleichnamigen tansanischen Region Mbeya.

## Geografie
Igale liegt im Südwesten von Tansania etwa fünf Kilometer südwestlich der Regionshauptstadt Mbeya. Der Bezirk hat eine Fläche von 64,99 Quadratkilometern und bei der Volkszählung 2022 lebten hier 11.471 Menschen in 3081 Haushalten.

## Gliederung
Der Bezirk besteht aus fünf Gemeinden (Mtaa) mit 40 Orten (Kitongoji):
| Shongo - Nkuyu - Mbushi - Ikeja - Kawetele - Matula - Isela | Igale - Itete - Isyesye - Ihova - Ilindi - Ipembati - Iyunga - Ing'oli - Isonso | Horongo - Isusa - Ileya - Kiwanjani - Laini - Ibolelo - Lutali - Nsongole - Njombo | Izumbwe I - Mlima Baruti - Mwashala - Lusungo - Ujamaa - Segela - Itala - Kiwiga - Nyula - Kilambo - Luzwiwi | Itaga - Kiwanjani - Isanzi A - Isanzi B - Yeriko - Mpongota - Izuo - Mbibi - Ivumo |

## Wirtschaft und Infrastruktur
- Viehzucht: In Igale befindet sich eine Station zur Abtötung von Parasiten an Rindern.[6]
- Bildung: Die Horongo Secondary School ist eine 2006 gegründete staatliche Schule, die Jugendliche bis zur 4. Stufe ausbildet.[7]
- Gesundheit: Im Bezirk befinden sich fünf Apotheken, je eine in Igale,[8] Shongo,[9] und Horongo[10] und zwei in Izumbwe.[11][12]

## Sehenswürdigkeiten
Im Dorf Izumbwe befindet sich eine natürliche Brücke, die Daraja la Mungu (Brücke Gottes) genannt wird.